# Philipp Heerwagen
Philipp Heerwagen (Kelheim, 13 aprile 1983) è un ex calciatore tedesco, di ruolo portiere.